# Banc de sang de cordó umbilical
Un banc de sang de cordó umbilical és una instal·lació que emmagatzema sang de cordó umbilical per a ús futur. Tant els bancs privats com els públics de sang de cordó s'han desenvolupat en resposta al potencial de la sang de cordó en el tractament de malalties de la sang i del sistema immunitari. Els bancs públics de sang de cordó accepten donacions per a qualsevol persona que ho necessiti i, com a tal, funcionen com els bancs de sang públics. Tradicionalment, el banc públic de sang de cordó ha estat més àmpliament acceptat per la comunitat mèdica. Els bancs privats de sang de cordó emmagatzemen sang de cordó únicament per a l'ús potencial del donant o la família del donant.
La sang del cordó conté cèl·lules mare hematopoètiques (que només es poden diferenciar en cèl·lules sanguínies) i no s'ha de confondre amb cèl·lules mare embrionàries o cèl·lules mare pluripotents, que poden diferenciar-se en qualsevol cèl·lula del cos. Les cèl·lules mare de la sang del cordó són progenitores de cèl·lules sanguínies que poden formar glòbuls vermells, leucòcits i plaquetes. És per això que actualment les cèl·lules de la sang del cordó s'utilitzen per tractar malalties genètiques, càncers i trastorns de la sang relacionats amb la sang i el sistema immunitari. La sang del cordó també és una font de cèl·lules mare mesenquimals, que es poden diferenciar encara més per formar teixits connectius, ossos i cartílags. Sobre la possibilitat que les cèl·lules mare de sang de cordó es puguin utilitzar per a altres finalitats, l'Associació Mundial de Donants de Medul·la i el Grup Europeu d'Ètica en Ciència i Noves Tecnologies afirmen que "la possibilitat d'utilitzar les pròpies cèl·lules mare de sang de cordó per a la medicina regenerativa és actualment purament hipotètica. ... Per tant, és altament hipotètic que les cèl·lules de sang de cordó que es mantenen per a ús autòleg puguin arribar a tenir algun valor en el futur" i "la legitimitat dels bancs privats de sang de cordó per a ús autòleg s'hauria de qüestionar, ja que venen un servei que actualment no té cap mena d'ús real que fa a les opcions terapèutiques."

## Bancs públics i bancs privats
Com a banc públic, el Banc de Sang i Teixits (BST) lidera CONCORDIA, que és un programa cooperatiu interterritorial per a la donació de sang de cordó umbilical que es basa en una relació de confiança entre el BST, el Departament de Salut de la Generalitat de Catalunya i els departaments de Salut de les illes Balears, Aragó, Navarra, Extremadura i Cantàbria, i el Principat d'Andorra.
La política de l'Acadèmia Americana de Pediatria estableix que "l'emmagatzematge privat de sang de cordó com a assegurança biològica no és prudent" tret que hi hagi un membre de la família amb una necessitat actual o potencial de sotmetre's a un trasplantament de cèl·lules mare. L'Acadèmia Americana de Pediatria també assenyala que les probabilitats d'utilitzar la pròpia sang del cordó umbilical és d'1 entre 200.000 mentre que l'Acadèmia Nacional de Medicina diu que només s'han realitzat 14 procediments d'aquest tipus. L'emmagatzematge privat de la pròpia sang de cordó és il·legal a Itàlia i França, i també es desaconsella en alguns altres països europeus. L'Associació Mèdica Nord-americana afirma que "el banc privat s'ha de considerar en la circumstància inusual d'existir una predisposició familiar a un trastorn en la qual les cèl·lules mare del cordó umbilical estarien indicades terapèuticament. No obstant això, a causa del seu cost, probabilitat limitada d'ús i inaccessibilitat per a altres persones, el banc privat no s'hauria de recomanar a les famílies de baix risc." La Societat Americana de Trasplantament de Sang i Medul·la i el Col·legi Americà d'Obstetres i Ginecòlegs també fomenten el banc públic de cordó i descoratgen el banc privat. Gairebé totes les transfusions de sang de cordó prové de bancs públics, més que de bancs privats, en part perquè la majoria de les condicions tractables no poden utilitzar la pròpia sang de cordó.
Els bancs privats solen cobrar uns 2.000 dòlars per la recollida i uns 200 dòlars l'any per l'emmagatzematge.